# Dombeya laurifolia
Dombeya laurifolia là một loài thực vật có hoa trong họ Cẩm quỳ. Loài này được (Bojer) Baill. mô tả khoa học đầu tiên năm 1885.